# Eleonore von Aragonien
Eleonore von Aragonien (auf Portugiesisch: Leonor, infanta de Aragão) (* 1402; † 19. Februar 1445 in Toledo) war eine Prinzessin von Aragonien (Aragón) und Königin von Portugal, die später die Regentschaft für ihren unmündigen Sohn ausübte.

## Leben
Eleonore von Aragonien wurde als Tochter König Ferdinands I. von Aragonien und der Eleonore Urraca von Kastilien, Gräfin von Albuquerque, geboren. Sie hatte sechs Geschwister, darunter die aragonesischen Könige Alfons V. und Johann II.
Am 22. September 1428 heiratete Eleonore den portugiesischen Thronfolger Eduard und brachte als Mitgift die enorme Summe von 200 000 Goldgulden in die Ehe ein. Als der Kronprinz 1433 als Eduard I. den portugiesischen Thron bestieg, wurde seine Gattin Königin von Portugal (als Ehefrau, nicht aus eigenem Recht).
In seinem Testament hatte der im September 1438 an der Pest verstorbene Eduard seine Frau Eleonore zum Regenten für seinen unmündigen Sohn Alfons (V.) bestimmt. Darüber hinaus hatte Eleonore zum Zeitpunkt des Todes ihres Gatten vier weitere minderjährige Kinder und erwartete noch eines, ihre im nächsten Jahr geborene Tochter Johanna. Die Königinwitwe war allerdings in Regierungsangelegenheiten unerfahren und als Aragonesin, also Ausländerin, beim portugiesischen Adel unbeliebt, der vor einem zu großen Einfluss der aragonischen Königsdynastie Angst hatte. Es folgte ein Regentschaftsstreit mit Eduards Bruder Peter, Herzog von Coimbra, mit dem Eleonore 1439 die Macht teilen musste. Sie durfte nur noch ihre Kinder erziehen und die königlichen Einkünfte kontrollieren, akzeptierte ihren Machtverlust jedoch nicht und löste fast einen Bürgerkrieg aus. Doch der Infant Peter behielt die Oberhand und wurde schließlich von den Cortes zum alleinigen Regenten ernannt. Eleonore wurde mit ihren kleinen Töchtern auf einen Witwensitz abgeschoben, während ihre beiden Söhne in die Fürsorge ihres Schwagers, des Regenten Peter, kamen. 1440 erneuerte sie den Machtkampf, konnte sich aber militärisch nicht mit Peter messen und musste nach Kastilien ins Exil gehen. Sie starb 1445 in Toledo. Ihre Grabstätte befindet sich im Komplex der Königlichen Grabkapellen im Kloster von Batalha. Es gab Gerüchte, sie sei vergiftet worden; als Drahtzieher wurden der portugiesische Regent und später der ehrgeizige Connetable von Kastilien, Don Álvarez de Luna, verdächtigt.

## Nachkommen
- Johann (* 1429; † 1433)
- Philippa (* 27. November 1430; † 24. März 1439). Sie starb an der Pest.
- Alfons V. (* 15. Januar 1432; † 28. August 1481); Thronerbe
- Maria (* 7. Dezember 1432; † 8. Dezember 1432)
- Ferdinand (* 17. November 1433; † 18. September 1470), zweiter Herzog von Viseu
- Eduard (* 12. Juli 1435; † 12. Juli 1435)
- Eleonore Helena (* wohl 8. oder 18. September 1436; † 3. September 1467),[1] sie heiratete 1452 den römisch-deutschen Kaiser Friedrich III.
- Katharina (* 25. November 1436; † 17. Juni 1463)
- Johanna (* 20. März 1439; † 13. Juni 1475), sie heiratete 1455 König Heinrich IV. von Kastilien

Siehe auch: Liste der Königinnen Portugals, Liste der Könige Portugals, Portugal unter dem Hause Avis, Geschichte Portugals, Zeittafel der Geschichte Portugals.